# 楊靖
楊 靖（よう せい、1360年 - 1397年）は、明代の官僚・政治家。字は仲寧。本貫は淮安州山陽県。

## 生涯
1385年（洪武18年）、進士に及第し、庶吉士に選ばれ、吏科で試用された。翌年、戸部侍郎に抜擢された。このころ官僚に任じられた進士や太学生で法に違反する者が多かったため、洪武帝は「大誥」を発し、蔡瑄・茹瑺・秦逵および楊靖の名を挙げて、見習うよう諭した。
1389年（洪武22年）、戸部尚書に進んだ。翌年5月、刑部尚書に転じた。12月、洪武帝は「今より十悪ならびに殺人の罪を犯した者だけを死刑とし、そのほかの罪を犯した者はみな北辺に食糧輸送させよ」と楊靖に諭した。あるときひとりの武弁を取り調べて、身体検査すると、大珠が出てきた。部下たちは驚いたが、楊靖は「偽物だ。どうしてこのような者が大珠を持っていようか」といって砕かせた。洪武帝がこのことを聞くと、楊靖のこの挙には四善があると評した。
1393年（洪武26年）、楊靖は太子賓客を兼ねた。事件に連座して免官された。1395年（洪武28年）、龍州の趙宗寿を討つにあたり、楊靖は討伐軍に対して食糧を輸送させるため安南（陳朝）に赴いた。安南の相の黎一元は陸運の困難から難色を示した。楊靖は水運を許可し、黎一元は粟2万を輸送し、沱海江に到着すると、別に浮橋を造って龍州に達した。1397年（洪武30年）4月、左都御史となった。7月、郷里の人のために代わって冤罪を訴え、御史に弾劾された。洪武帝の怒りを買って、死を賜った。享年は38。